# Memorie di una geisha (romanzo)
Memorie di una geisha (Memoirs of a Geisha) è un romanzo dello scrittore americano Arthur Golden, pubblicato nel 1997. L'opera è un romanzo di narrativa storica che narra la vita di una geisha di Kyōto nel periodo che precede, accompagna e segue la seconda guerra mondiale.
Nel 2005 uscì il film omonimo, diretto da Rob Marshall e interpretato da Zhang Ziyi e da Gong Li.

## Trama

### L'infanzia a Yoroido e la partenza per Kyoto
La piccola Chiyo Sakamoto vive assieme ai genitori e alla sorella Satsu in una casa (che lei chiama la «casa ubriaca», poiché pendente da un lato e puntellato con un'asse, come un «vecchio sbronzo appoggiato a una stampella») di un piccolo villaggio di pescatori chiamato Yoroido. La madre, malata di tumore osseo in fase terminale, è costantemente costretta a letto. Una sera tempestosa, ricevuta dal medico la notizia perentoria sulle poche settimane di vita rimaste alla madre, Chiyo viene mandata al villaggio per comprare l'incenso da utilizzare per le preghiere, ma, una volta giunta, cade rovinosamente a terra a causa del fango e della pioggia. Viene quindi portata all'interno dell'edificio della Compagnia ittica (dove tutti i pescatori del villaggio, compreso il padre di Chiyo, portavano il pescato del giorno) e lì incontra l'uomo che le cambierà il destino: il signor Tanaka Ichiro, proprietario della Compagnia ittica, il quale la soccorre, la accudisce e la fa medicare. Colpito dalla sua acerba bellezza (in special modo dal colore grigio trasparente degli occhi visti come una rarità in Giappone) e venuto a conoscenza della sua difficile situazione famigliare (il padre molto vecchio e la madre morente), Tanaka propone al padre di Chiyo di mandare entrambe le figlie a Kyoto come tirocinanti per diventare geishe, in modo da assicurare loro al tempo stesso sostentamento, un'istruzione e un futuro. Il vecchio si fa convincere e le due bambine vengono così fatte salire su un treno e portate a Kyoto, ignare di essere state vendute dal padre. Se Satsu si dimostrava riluttante al viaggio, Chiyo al contrario ne era entusiasta poiché era da tempo convinta che il signor Tanaka aveva deciso di adottare lei e la sorella.
Arrivate a Kyoto le due sorelle vengono separate: dopo un'attenta valutazione fatta precedentemente a casa del signor Tanaka ad opera di una anziana donna (soprannominata da Chiyo come la Signora Frenesia), la piccola Chiyo, grazie alla particolarità dei suoi occhi, era stata infatti destinata all'okiya (ovvero la casa delle geishe) Nitta di Gion (il quartiere delle geishe di Kyoto), mentre Satsu, meno attraente della sorella, a un comune bordello dove diventerà una oiran.

### L'arrivo all'okiya Nitta e il tentativo di fuga
Nell'okiya Chiyo fa conoscenza con le altre abitanti della casa: la Madre (proprietaria dell'okiya e geisha in pensione), Zietta (sorella minore, ovvero allieva, della Madre e geisha fallita a causa di una indotta menomazione dell'anca), la Nonna (la geisha che aveva adottato molto tempo prima le due precedenti donne), Hatsumomo (l'unica geisha in attività dell'okiya), Zucca (una bambina quasi coetanea di Chiyo, venduta anch'essa alla casa Nitta ma che a differenza sua voleva ardentemente diventare una geisha) e le domestiche. La vita nell'okiya sembra essere subito molto dura, soprattutto a causa della geisha Hatsumomo che, presa in odio Chiyo fin dal primo momento, non mancherà mai di umiliarla e di screditarla. Durante questi primi mesi Chiyo e Zucca stringono un'amicizia ostacolata però da Hatsumomo.
Chiyo inizia a frequentare, seppur malvolentieri, le lezioni per diventare geisha, ma il suo unico desiderio è quello di ricongiungersi con Satsu e tornare a casa dai genitori. Dopo molti mesi riesce a conoscere l'indirizzo della sorella (fino a quel momento tenutole nascosto) e, approfittando di una delle commissioni affidatele, riesce a mettersi in contatto con Satsu nel bordello (jorou–ya) Tatsuyo, in un quartiere a sud di Gion. Ritrovate, le due sorelle decidono di scappare insieme, ma la piccola Chiyo, già in punizione per aver contravvenuto al divieto di uscire dall'okiya, si trova costretta a fuggire dal tetto, cadendo però rovinosamente a terra e fratturandosi un braccio.

### L'incontro con il Presidente
Infuriata dal tentativo di fuga della tirocinante, la Madre decide di non investire più soldi nell'educazione della ragazza e la condanna a lavorare come semplice domestica, precludendole per sempre il futuro da geisha. Un giorno Chiyo riceve una lettera del signor Tanaka, dove la informa della morte di entrambi i genitori e della fuga riuscita di Satsu che, raggiunto il villaggio, si era ricongiunta col giovane assistente di Tanaka, Sugi (che la ragazza già frequentava ai tempi in cui viveva a Yoroido) ed erano fuggiti insieme. Cancellato ogni legame con il passato (con i genitori morti e una sorella che probabilmente non rivedrà più) e sentendo di non avere più alcuno scopo per il proprio futuro, Chiyo esce dall'okiya e si ferma accanto alla balaustra di un ponte, dove scoppia in lacrime. Qui avviene un incontro che cambierà nuovamente il suo destino: un uomo di nome Iwamura Ken, presidente fondatore della società Iwamura Elettrica, noto per tutto il romanzo solo come il Presidente, accompagnato da una geisha e due assistenti; questi le si avvicina e le porge un fazzoletto per asciugare le lacrime, mettendovi al centro una moneta per comprare un ghiacciolo da un ambulante lì vicino. Il suo volto serafico, paragonato a quello di un Buddha, affascina talmente Chiyo al punto da darle finalmente uno scopo di vita: quello di diventare una geisha, convinta che fosse l'unico modo per riuscire ad incontrare nuovamente quell'uomo. La giovane spende parte della moneta datale per comprarsi il ghiacciolo, ma il resto lo offre al santuario di Gion, pregando gli dei affinché l'aiutino a diventare una geisha.

### Il tirocinio da geisha
Gli anni passano e la domestica Chiyo ha oramai perso ogni speranza che le venga concessa un'altra opportunità per realizzare il suo sogno, quando viene notata da Mameha, la geisha più famosa e invidiata di Gion (sia per il suo fascino e bellezza, sia perché si era guadagnata la sua indipendenza dalle okiya grazie a un danna, ovvero un mecenate, molto ricco), nonché acerrima rivale di Hatsumomo. Chiyo viene contattata da Mameha, che ne vuole fare la sua sorella minore (allieva), e per questo contratta con l'okiya Nitta la ripresa della sua educazione in cambio della promessa di estinzione dei debiti che Chiyo aveva contratto con l'okiya fin dal suo arrivo (fattibile se la giovane fosse riuscita a diventare una geisha molto richiesta) prima del compimento dei vent'anni. Chiyo diventa così un'apprendista (maiko) e inizia il suo tirocinio. Come prevedeva la tradizione le viene subito assegnato un nome da geisha, quello di Sayuri.
Inizialmente la sua carriera procede molto a rilento a causa di Hatsumomo che cerca in tutti i modi di ostacolare il suo successo, favorendo allo stesso tempo quello di Zucca, divenuta frattanto la propria sorella minore (costringendo in questo modo le due ragazze ad essere rivali loro malgrado).

### L'adozione nell'okiya come Sayuri
Nonostante le iniziali difficoltà, grazie alle conoscenze di Mameha e alla particolarità dei propri occhi, Sayuri diventa presto molto conosciuta a Gion e sempre più ricercata nelle varie case da tè, al punto che tre uomini arrivano a contendersi il suo mizuage (l'acquisto della sua verginità): il Dottor Granchio (medico rinomato per il suo morboso interesse verso i mizuage delle apprendiste geishe), Nobu Toshikazu (eroe di guerra senza un braccio, con il corpo e il volto sfigurati, nonché socio in affari del Presidente) e il Barone, già danna di Mameha. Al termine delle lunghe contrattazioni, il mizuage di Sayuri (all'epoca soltanto quindicenne) viene aggiudicato dal dottore, che paga una cifra altissima come mai prima di allora a Gion; Sayuri riesce a usarla per saldare ampiamente i debiti contratti con l'okiya Nitta, facendo in questo modo vincere la scommessa a Mameha (con cui anni prima era riuscita ad ottenere la ripresa dell'educazione della giovane Chiyo). La Madre capisce allora quale grande investimento possa rappresentare Sayuri e decide di adottarla come figlia dell'okiya al posto di Zucca. Con la cerimonia di adozione Sayuri acquisisce il cognome della Madre, diventando così Sayuri Nitta.
L'adozione porta con sé numerosi cambiamenti nella vita di Sayuri: il rispetto della Madre, i trattamenti di favore all'interno dell'okiya, la fine delle persecuzioni da parte di Hatsumomo e la vendetta su di essa (dapprima umiliata per la scelta di Sayuri come "figlia adottiva" al posto della sua protetta Zucca, e poi cacciata dall'okiya a seguito dell'ennesimo tentativo di screditare Sayuri), ma anche la perdita definitiva dell'amicizia di Zucca, che mai la perdonerà per il sogno rubatole.

### Il passaggio da apprendista a geisha e l'inizio della guerra
A soli diciotto anni avviene la cerimonia di passaggio da apprendista geisha a geisha vera e propria, mentre lo spettro di una lunga guerra si fa ogni giorno più concreto. Sempre in quell'anno, inoltre, Sayuri riceve la protezione di un danna, quella del Generale Tottori Junnosuke, responsabile dell'approvvigionamento dell'esercito, la cui vantaggiosa protezione garantirebbe all'okiya lo stesso stile di vita mantenuto fino a quel momento, nonostante le restrizioni imposte dalla guerra e la scarsità delle merci circolanti. Quando però il Generale perde ogni influenza, anche Sayuri e l'okiya Nitta vengono spogliate dei loro beni e travolte dalla miseria, fino ad essere costrette a chiudere l'okiya dietro ordine del governo giapponese (così come accade a tutti di quartieri di geishe). Disperata per il rischio di finire a lavorare in una delle tanti improvvisate fabbriche belliche, capace di minare pericolosamente la sua salute, Sayuri riceve l'insperato aiuto di Nobu-san, che la nasconde presso la famiglia di Arashino Isamu, noto fabbricante di kimono, ora costretto dalle autorità giapponesi a cucire paracadute per i soldati. Qui, dopo anni di lavoro, la bellezza fisica di Sayuri viene appannata dal lavoro manuale e dalla mancanza di cibo, facendole rimpiangere l'agiatezza e gli sfarzi di una vita a lungo disprezzata e oramai dimenticata.

### La fine della guerra e il ritorno a Gion
Dopo tre anni dalla fine del secondo conflitto mondiale, Sayuri, ancora ospite di Arashino, riceve nuovamente la visita di Nobu, che la invita a fare ritorno a Gion (dove molte okiya sono ora riaperte) per riprendere l'attività di geisha e intrattenere così il Vice Ministro delle Finanze, nella speranza di convincerlo a finanziare la ricostruzione della società Iwamura Elettrica, in parte distrutta dai bombardamenti, e salvarla così dalla bancarotta; le confida inoltre che, se la società dovesse riprendersi, Nobu si prenderà cura di lei, diventandone il nuovo danna. Atterrita di fronte a questa possibilità (poiché precluderebbe ogni futuro rapporto con il suo socio, ovvero il Presidente), ma allo stesso tempo eccitata all'idea di riprendere la sua vecchia vita a Gion, Sayuri riesce a convincere la Madre a riaprire l'okiya, e al contempo a riallacciare (almeno apparentemente) la sua vecchia amicizia con Zucca, oramai prostituta famosa presso i soldati americani. Quando grazie all'influenza del Vice Ministro la società Iwamura Elettrica riprende l'attività, Nobu si presenta a Sayuri per rinnovarle l'offerta di diventare il suo danna; presa alle strette, la geisha decide di attuare un piano che metterà l'uomo in condizione di rifiutarla: decide di concedersi al Vice Ministro (conscia che è l'unico modo per indurre Nobu a rifiutarla) e chiede a Zucca di portare Nobu con sé affinché li sorprenda insieme; l'amica però decide di portarsi con sé il Presidente, vedendo in quell'occasione la possibilità di vendicarsi di Sayuri e rovinarle la vita, come lei aveva già fatto anni prima, quando fu scelta come figlia adottiva dell'okiya Nitta al suo posto.

### La verità del Presidente e il trasferimento a New York
Atterrita per quanto successo, Sayuri si rassegna all'idea che Nobu diventi il suo danna, ed è proprio il suo annuncio ufficiale che teme di ricevere quando viene invitata della Iwamura Elettrica per un incontro in una casa da tè. Ma invece di Nobu si presenta il Presidente in persona, liberato da ogni vincolo morale nei confronti del socio; quando lui gli aveva raccontato ciò che aveva visto, Nobu aveva infatti categoricamente rifiutato di diventare il danna della ragazza. Aprendole il suo cuore, le confida di come si ricordasse dell'incontro con una ragazzina in lacrime tanti anni prima sul ponte; di come avesse convinto Mameha a prenderla sotto la sua ala; e di quanto fosse legato a lei e del debito di riconoscenza nei confronti di Nobu che lo aveva costretto a celare i suoi reali sentimenti. Divenuto il danna di Sayuri, il Presidente decide di liberare la sua amante dalla professione di geisha, al solo scopo di tenerla lontana dalla rabbia di Nobu. Il romanzo fa intendere che i due hanno un figlio, la cui presenza però metterebbe in difficoltà i rapporti d'affari e quelli famigliari del Presidente (che già ha una sua famiglia, essendo sposato e con figli); così Sayuri decide di trasferirsi con il figlio a New York, dove, libera da ogni vincolo con l'okiya Nitta, apre una propria casa da tè per uomini d'affari giapponesi; qui vive per i suoi restanti 40 anni, allietata dalla frequente presenza del Presidente.

## Controversia
Dopo che il romanzo fu pubblicato, Arthur Golden fu denunciato per diffamazione e violazione di contratto da Mineko Iwasaki, una famosa ex geisha che ha ispirato il romanzo e che ha fornito all'autore le informazioni sul mondo delle geisha necessarie alla stesura. Secondo la querelante, l'accordo contrattuale prevedeva che Golden avrebbe dovuto mantenere l'anonimato totale su Mineko Iwasaki (nella comunità delle geisha esiste un codice di riservatezza considerato inviolabile a vita, anche a tutela della loro clientela); invece, il suo nome ed il suo contributo sono chiaramente citati nei ringraziamenti a fondo libro. Altro punto di disaccordo è l'ambigua immagine che Golden dà delle geisha, ovvero quella di prostitute d'élite, così come la pratica di vendere al miglior offerente la propria verginità che, secondo la Iwasaki, è del tutto inesistente e inverosimile. Il romanzo avrebbe, perciò, non solo violato il contratto, ma anche gettato disonore su di lei e su tutto il mondo delle geisha, al punto da ricevere numerose minacce di morte e richieste di censura per aver disonorato la sua professione.
Dopo avere portato l'autore in tribunale nel 2001, soltanto nel 2003 la Iwasaki e la casa editrice di Golden sono giunti ad un accordo extragiudiziale per una somma di denaro il cui ammontare non è stato reso pubblico. Non solo: la ex geisha ha voluto scrivere, in collaborazione con Rande Gail Brown, la sua vera autobiografia, pubblicata in Italia come Storia proibita di una Geisha. Una storia vera, edito da Newton Compton Editori.

## Edizioni in italiano
- Arthur Golden, Memorie di una geisha, La Gajascienza, Longanesi, 20 marzo 1998, ISBN 978-88-304-1468-6.
- Arthur Golden, Memorie di una geisha, traduzione di Donatella Cerutti Pini, Teadue, TEA, 2008, ISBN 978-88-7818-821-1.
- Arthur Golden, Memorie di una geisha, La Gaja scienza, Longanesi, 2012, ISBN 978-88-304-3338-0.
- Arthur Golden, Memorie di una geisha, traduzione di Donatella Cerutti Pini, Super TEA, TEA, 2013, ISBN 978-88-502-3398-4.
- Arthur Golden, Memorie di una geisha, traduzione di Donatella Cerutti Pini, Super TEA Plus, TEA, 16 novembre 2017, ISBN 978-88-502-4863-6.
- Arthur Golden, Memorie di una geisha, traduzione di Donatella Cerutti Pini, Narrativa best seller, TEA, 14 gennaio 2021, ISBN 978-88-502-5937-3.